# Benjamin Chew
Pour les articles homonymes, voir Chew.
Benjamin Chew, né le 19 novembre 1722, mort le 20 janvier 1810, était un avocat, homme politique et juge en chef de la Cour suprême de la province de Pennsylvanie.

## Biographie
Benjamin nait le 19 novembre 1722 à la maison familiale de Maidstone dans le comté d'Anne Arundel, fils d'un docteur, Samuel Chew et de Mary Galloway (1697-1734). Il fait son droit dans le bureau de Andrew Hamilton à Philadelphie en 1738. Après la mort d'Hamilton le 4 août 1741, Chew visite la nouvelle maison de son père dans le comté de Kent (Delaware) avant de partir pour l'étranger. Il étudie la loi dans les Inns of Court à Londres, avant de retourner en Amérique en 1744. Il pratique ensuite la loi à Dover (Delaware) en 1746, avant de retourner à Philadelphie en 1754. Il entre dans la Société religieuse des Amis, mais devient anglican après s'être rendu compte que l'on pouvait faire usage de la force dans l'autodéfense. Il a eu un certain nombre de fonctions dans le gouvernement colonial de Pennsylvanie. En 1751, il participe à la commission de frontière qui supervise la création de la ligne Mason-Dixon. Il devient ensuite porte-parole des comtés du Delaware de 1753 à 1758, Attorney General et membre du Conseil de Pennsylvanie (1754-1769), et juge en chef de la Cour suprême de 1775 à 1777.
Chew se maria deux fois. Il épouse d'abord Mary Galloway (1729-1755), la nièce de sa mère, le 13 juin 1747 à West River (Maryland). Ils eurent cinq filles (Mary, Anna Maria, Elizabeth, Sarah et Henrietta) avant sa mort. Il se marie une seconde fois le 12 septembre 1757 avec Elizabeth Oswald qui lui donne neuf enfants (Benjamin, Margaret, Joseph, Juliana, Henrietta, Sophia, Maria, Harriet et Catherine).
Il construit sa propriété, nommée Cliveden à Germantown (Philadelphie) entre 1763 et 1767. Cette maison gagna sa renommée durant la bataille de Germantown. Elle est aujourd'hui un site historique et est ouverte au public.
Au début de la Révolution américaine, les deux camps ont réclamé son soutien, étant donné qu'il avait une position plus que favorable dans la colonie. Chew lui-même n'était apparemment pas certain de la meilleure chose à faire. En août 1777, il est arrêté avec le gouverneur John Penn, et emmené à Union (New Jersey). Il est libéré à Union à condition qu'il n'essaie pas de quitter l'endroit. Le 15 mai 1778, le Congrès continental prend la décision de le libérer et Benjamin Chew retourne chez lui.
Après l'indépendance, Chew est président de la Cour d'appel de Pennsylvanie de 1791 jusqu'à sa démission en 1806. Il meurt à Germantown le 20 janvier 1810 et est enterré dans la St. Peter's Church de Philadelphie.

## Famille
Un de ses beaux-fils fut le gouverneur du Maryland John Eager Howard. Sa fille Harriet (1775-1861) se marie avec Charles Carroll de Howewood (1775-1825), fils de Charles Carroll de Carrollton.